# Tullkammare

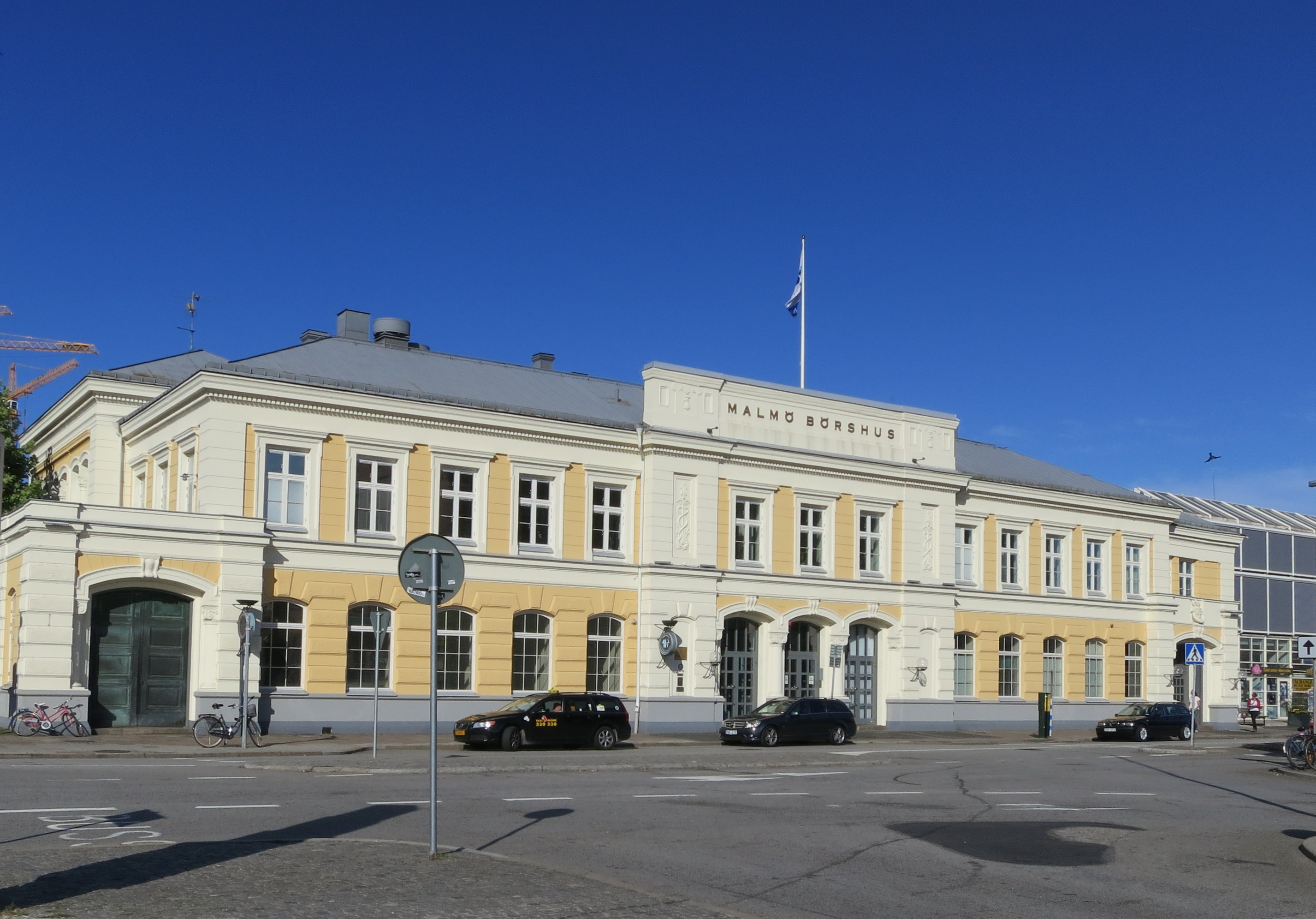
Gamla centraltullkammaren i Malmö, numera Malmö börshus.

Tullkammare var i Sverige tullanstalter i städer med gällande stapelstadsrätt eller i uthamn därtill, i vissa städer, som saknar sjöförbindelse med saltsjön, och vid vissa järnvägsstationer nära rikets landgränser.
Tullanstalterna i Stockholm, Göteborg och Malmö benämndes centraltullkammare, hade tulldirektörer som chefer och var uppdelade i tulldirektion (kameral-, personal- och taxekontor med tullöverinspektörer som föreståndare) och tullavdelningar, såsom sjötullavdelning (för bland annat fartygsklarering och tullagerärenden), posttull-, flygtull- och frihamnstullavdelning samt linjeavdelning, omfattande såväl kameral- som tulltaxeringsunderavdelning. Större eller mera betydelsefulla avdelningar förestods av tullöverkontrollörer, frihamnstullavdelningarna i Göteborg och Malmö av tullförvaltare. Cheferna för tullkamrarna i Helsingborg, Norrköping och Trelleborg samt för frihamnstullavdelningen i Stockholm benämndes övertullförvaltare. Rikets övriga 50 tullkammare förestods av tullförvaltare, vilka liksom tulldirektörerna och föreståndaren för gränstullkammaren i Karlstad sorterade direkt under Generaltullstyrelsen. Vid centraltullkammare och tullkammare handlades kameral- och tulltaxeringsgöromål av tullkontrollörer, förste kammarskrivare, kammarskrivare, förste tullkontorister, tullkontorister, kansliskrivare, kontorister, kanslibiträden och kontorsbiträden. Uppsikten över trafiken utövades av tullbevakningen. På ort med centraltullkammare eller tullkammare fick allt slags gods från utrikes ort tullklareras. Vid flertalet tullkammare fanns tullager.